# Fall Down
"Fall Down" é uma canção do cantor norte-americano will.i.am, gravada para o seu quarto álbum de estúdio #willpower. Conta com a participação da cantora Miley Cyrus, com composição e produção do primeiro intérprete e auxílio de Dr. Luke, Benny Blanco e Cirkut. O seu lançamento ocorreu a 16 de Abril de 2013 como single promocional na iTunes Store através da editora discográfica Interscope Records. Contudo, o rapper afirmou durante uma entrevista on-line através do Google+ que a música poderia vir a suceder a "#thatPower" e que estava ansioso por começar a gravar o vídeo musical com Cyrus (no qual não saiu). Will.i.am e Cyrus performaram a música no programa de Jimmy Fallon em 2013 em céu aberto.

## Faixas
| Download digital |                               |                                                              |         |  |
| N.º              | Título                        | Compositor(es)                                               | Duração |  |
| 1.               | "Fall Down" (com Miley Cyrus) | William Adams, Lukasz Gottwald, Benjamin Levin, Henry Walter | 5:08    |  |

## Desempenho nas tabelas musicais

### Posições
| Tabela musical (2013)                                         | Melhor posição |
| ------------------------------------------------------------- | -------------- |
| Alemanha (Media Control Charts)                               | 51             |
| Austrália - ARIA                                              | 14             |
| Áustria - Ö3 Austria Top 75                                   | 45             |
| Canadá - Canadian Hot 100                                     | 15             |
| Estados Unidos - Billboard Hot 100                            | 58             |
| Estados Unidos (Dance/Electronic Songs)                       | 4              |
| França - SNEP                                                 | 75             |
| Irlanda - Irish Singles Chart                                 | 17             |
| Nova Zelândia (Recording Industry Association of New Zealand) | 15             |
| Reino Unido - UK Singles Chart                                | 34             |
| Suíça (Schweizer Hitparade)                                   | 43             |

## Histórico de lançamento

### Promocional
| País           | Data                | Formato          | Editora discográfica |
| -------------- | ------------------- | ---------------- | -------------------- |
| Canadá         | 16 de Abril de 2013 | Descarga digital | Interscope           |
| Estados Unidos | 16 de Abril de 2013 | Descarga digital | Interscope           |
| Reino Unido    | 16 de Abril de 2013 | Descarga digital | Polydor              |

### Single
| País           | Data          | Formato                 | Editora discográfica |
| -------------- | ------------- | ----------------------- | -------------------- |
| Estados Unidos | Julho de 2013 | Top Rádio 40/Mainstream | Interscope           |